# Джентрі (Арканзас)
Джентрі (англ. Gentry) — місто (англ. city) в США, в окрузі Бентон штату Арканзас. Населення — 3790 осіб (2020).

## Історія

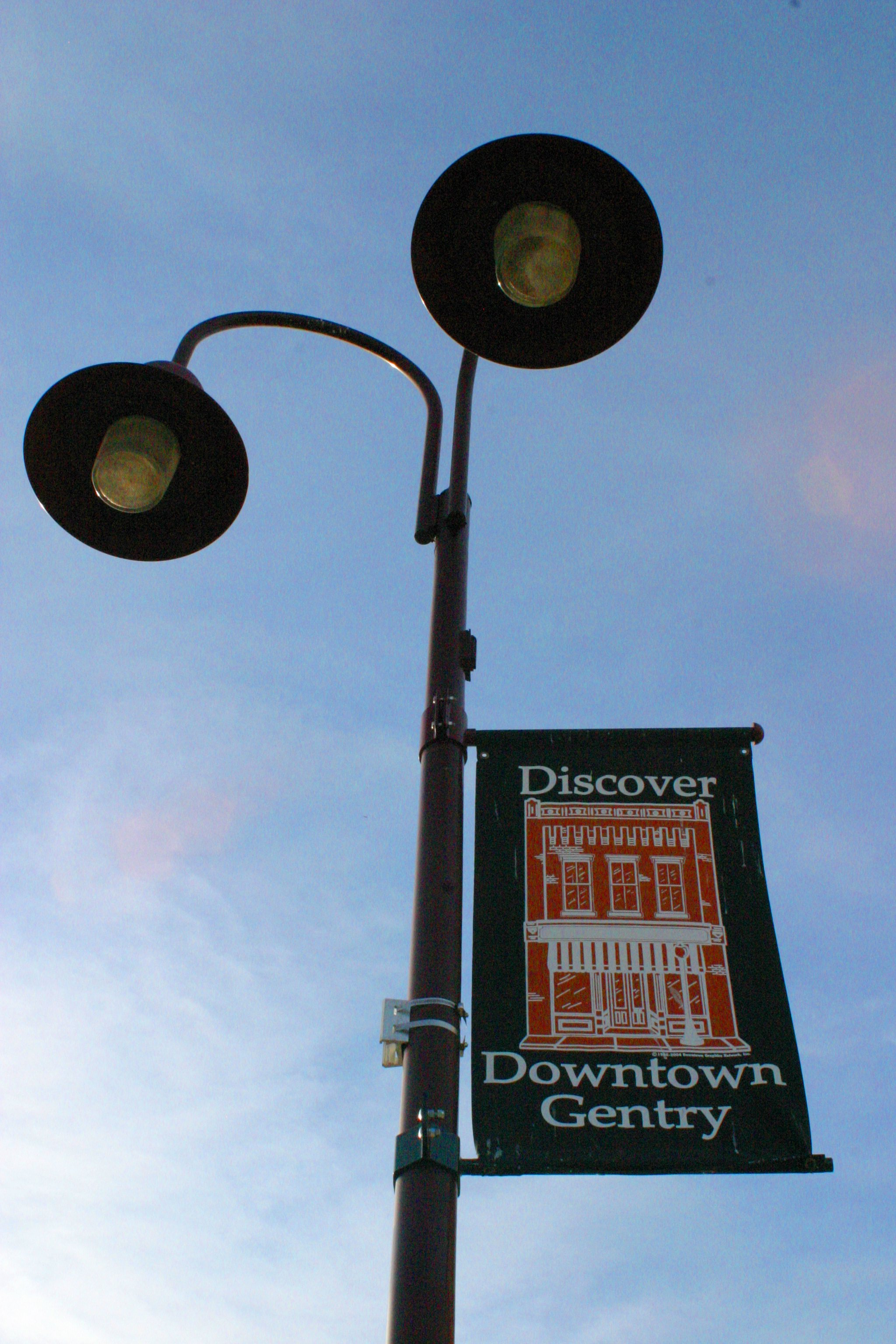
Ліхтарі вуличного освітлення в центрі Джентрі

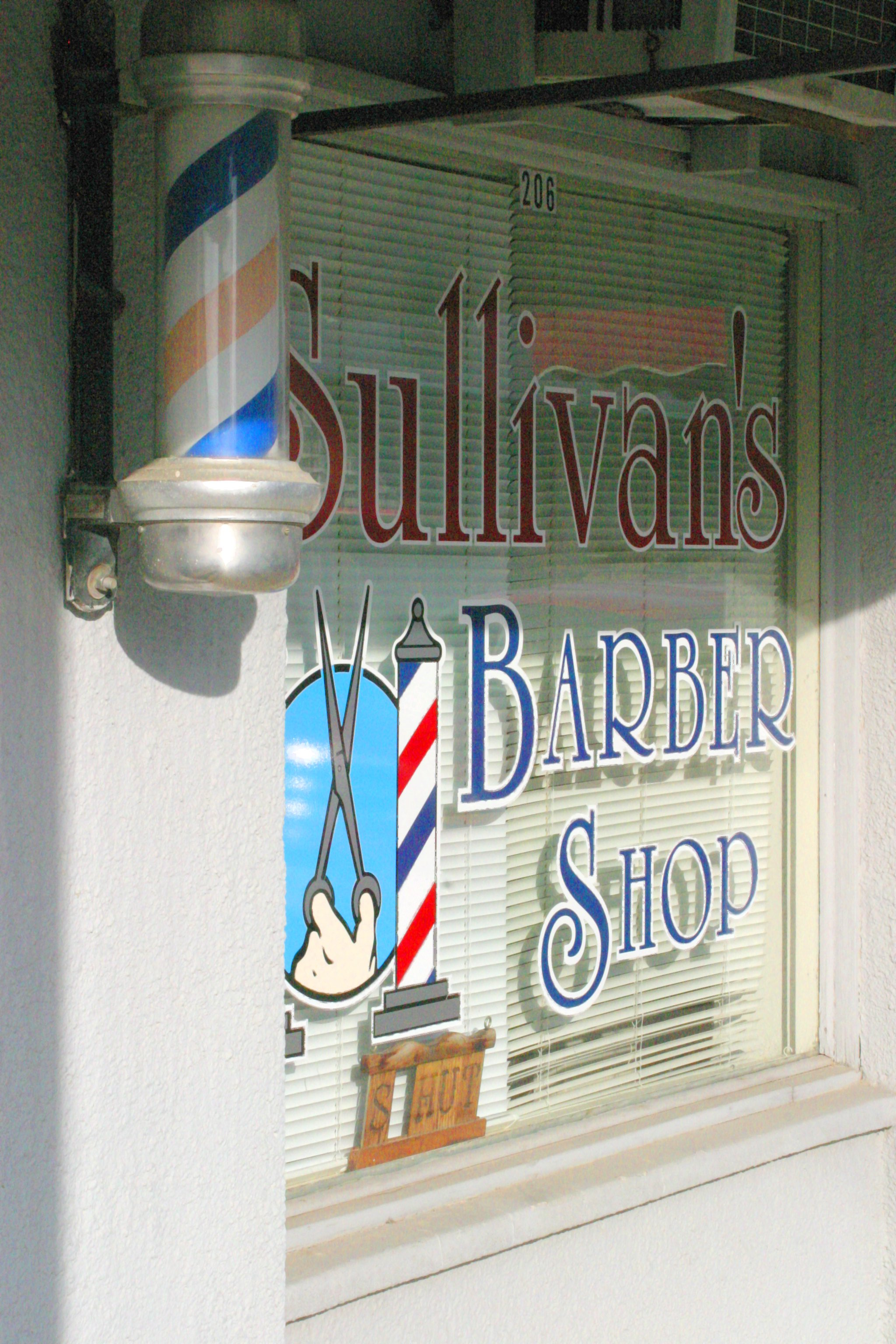
Магазин «Sullivan 's Barber»

Історія міста Джентрі розпочинається з утворення розташованого на плато Озарк невеликого поселення «Орхард-Сіті», жителі якого займалися обробкою сільськогосподарських культур. Селище розташоване в східній частині округу Бентон, було відоме вирощуваними фруктами і, особливо, своїми яблуневими садами. З приходом в «Орхард-Сіті» залізничної магістралі компанії Kansas City Southern Railroad інфраструктура містечка зазнала бурхливого розвитку, збільшилася і чисельність самого населеного пункту. 1894 року жителі «Орхард-Сіті» вийшли до влади штату з пропозицією про перейменування містечка та створення в ньому органів самоврядування. У тому ж році населений пункт «Орхард-Сіті» був перейменований в Джентрі і офіційно отримало статус міста.
До 1903 року населення Джентрі виросло до однієї тисячі осіб.
В 1926–1927 в місті було побудовано залізничне депо, яке через деякий час отримало популярність найкращого депо на канзаській залізничної магістралі. Відкриття будівлі відбувалося в урочистій обстановці, на церемонію на спеціальному поїзді прибуло багато чиновників транспортної компанії «Kansas City Southern Railroad». Надалі через місто проходило від чотирьох до шести пасажирських складів щотижня, поки 1964 року пасажирське сполучення не було припинено зовсім.
В 1994 році Джентрі відзначило свій столітній ювілей.

## Географія
Джентрі розташоване на висоті 376 метрів над рівнем моря за координатами 36°15′31″ пн. ш. 94°29′26″ зх. д. / 36.25861° пн. ш. 94.49056° зх. д. (36.258549, -94.490464).  За даними Бюро перепису населення США в 2010 році місто мало площу 11,05 км², з яких 11,00 км² — суходіл та 0,05 км² — водойми. В 2017 році площа становила 13,04 км², з яких 12,97 км² — суходіл та 0,06 км² — водойми.

## Демографія
Згідно з переписом 2010 року, у місті мешкало 3158 осіб у 1153 домогосподарствах у складі 835 родин. Густота населення становила 286 осіб/км².  Було 1274 помешкання (115/км²).
Расовий склад населення:
| - 78,5 % — білих - 5,6 % — корінних американців - 4,2 % — азіатів - 0,2 % — чорних або афроамериканців - 0,1 % — вихідців з тихоокеанських островів - 8,1 % — осіб інших рас |

До двох чи більше рас належало 3,3 %. Іспаномовні складали 12,0 % від усіх жителів.
За віковим діапазоном населення розподілялося таким чином: 29,8 % — особи молодші 18 років, 59,6 % — особи у віці 18—64 років, 10,6 % — особи у віці 65 років та старші. Медіана віку мешканця становила 32,6 року. На 100 осіб жіночої статі у місті припадало 91,2 чоловіків;  на 100 жінок у віці від 18 років та старших — 86,0 чоловіків також старших 18 років.
Середній дохід на одне домашнє господарство  становив 48 904 долари США (медіана — 38 902), а середній дохід на одну сім'ю — 53 339 доларів (медіана — 43 176). Медіана доходів становила 39 554 долари для чоловіків та 29 063 долари для жінок. За межею бідності перебувало 22,7 % осіб, у тому числі 33,5 % дітей у віці до 18 років та 16,7 % осіб у віці 65 років та старших.
Цивільне працевлаштоване населення становило 1402 особи. Основні галузі зайнятості: виробництво — 28,6 %, освіта, охорона здоров'я та соціальна допомога — 17,4 %, роздрібна торгівля — 12,7 %.
За даними перепису населення 2000 року в Джентрі мешкало 2165 осіб, 607 сімей, налічувалося 842 домашніх господарств і 930 житлових будинків. Середня густота населення становила близько 349 осіб на один квадратний кілометр. Расовий склад Джентри за даними перепису розподілився таким чином: 89,84% білих, 0,18% — чорних або афроамериканців, 3,42% — корінних американців, 0,32% — азіатів, 2,91% — представників змішаних рас, 3,33% — інших народів. Іспаномовні склали 5,59% від усіх жителів міста.
З 842 домашніх господарств в 35,6% — виховували дітей віком до 18 років, 54,6% представляли собою подружні пари, які спільно проживали, в 13,8% сімей жінки проживали без чоловіків, 27,9% не мали сімей. 25,3% від загального числа сімей на момент перепису жили самостійно, при цьому 13,2% склали самотні літні люди у віці 65 років та старше. Середній розмір домашнього господарства склав 2,57 особи, а середній розмір родини — 3,06 особи.
Населення міста за віковим діапазоном за даними перепису 2000 року розподілилося таким чином: 29,1% — жителі молодше 18 років, 8,8% — між 18 і 24 роками, 29,0% — від 25 до 44 років, 19,7% — від 45 до 64 років і 13,4% — у віці 65 років та старше. Середній вік мешканця склав 34 роки. На кожні 100 жінок в Джентрі припадало 90,4 чоловіків, у віці від 18 років та старше — 83,9 чоловіків також старше 18 років.
Середній дохід на одне домашнє господарство в місті склав 31 765 доларів США, а середній дохід на одну сім'ю — 37 569 доларів. При цьому чоловіки мали середній дохід в 27 361 долар США на рік проти 20 875 доларів середньорічного доходу у жінок. Дохід на душу населення в місті склав 14 309 доларів на рік. 11,7% від всього числа сімей в окрузі і 13,2% від усієї чисельності населення перебувало на момент перепису населення за межею бідності, при цьому 15,0% з них були молодші 18 років і 17,6% — у віці 65 років та старше.

## Економіка
У сучасному періоді в Джентрі працюють понад 160 підприємств, у тому числі ресторани, невеликі мотелі, закусочні, малі промислові фабрики, заводи, торгово-сервісні точки та інші.
Найбільшим роботодавцем міста є філія корпорації McKee Foods, яка нещодавно відзначла своє двадцятиліття функціонування в Джентрі. Площа територій філії була значно розширена в 2002 році і останнім часом становить близько 3700 квадратних метрів. Фірмовий магазин корпорації розташований на перетині федеральної автомагістралі US-59 з центральною вулицею міста Мейн-Стріт.